# Китайска опиумна пушилня
„Китайска опиумна пушилня“ (на английски: Chinese Opium Den) е американски късометражен ням филм от 1894 година, заснет вероятно от режисьора Уилям Кенеди Диксън. Малко факти са известни за лентата. Предполага се, че премиерата се е състояла на 1 октомври 1894 година във Франция. От него се е съхранил само един отделен кадър под формата на фотография и филма се смята за изгубен.

## Сюжет
На единствения оцелял до наши дни кадър се вижда, как група китайци седят в една стая, пушат опиум и употребяват наркотици.